# Solco marginale
Il solco marginale è la sezione del solco cingolato adiacente al lobulo paracentrale ed al precuneo. A volte è chiamato "parte marginale del solco cingolato".

## Immagini aggiuntive

La posizione del solco marginale (in rosso)
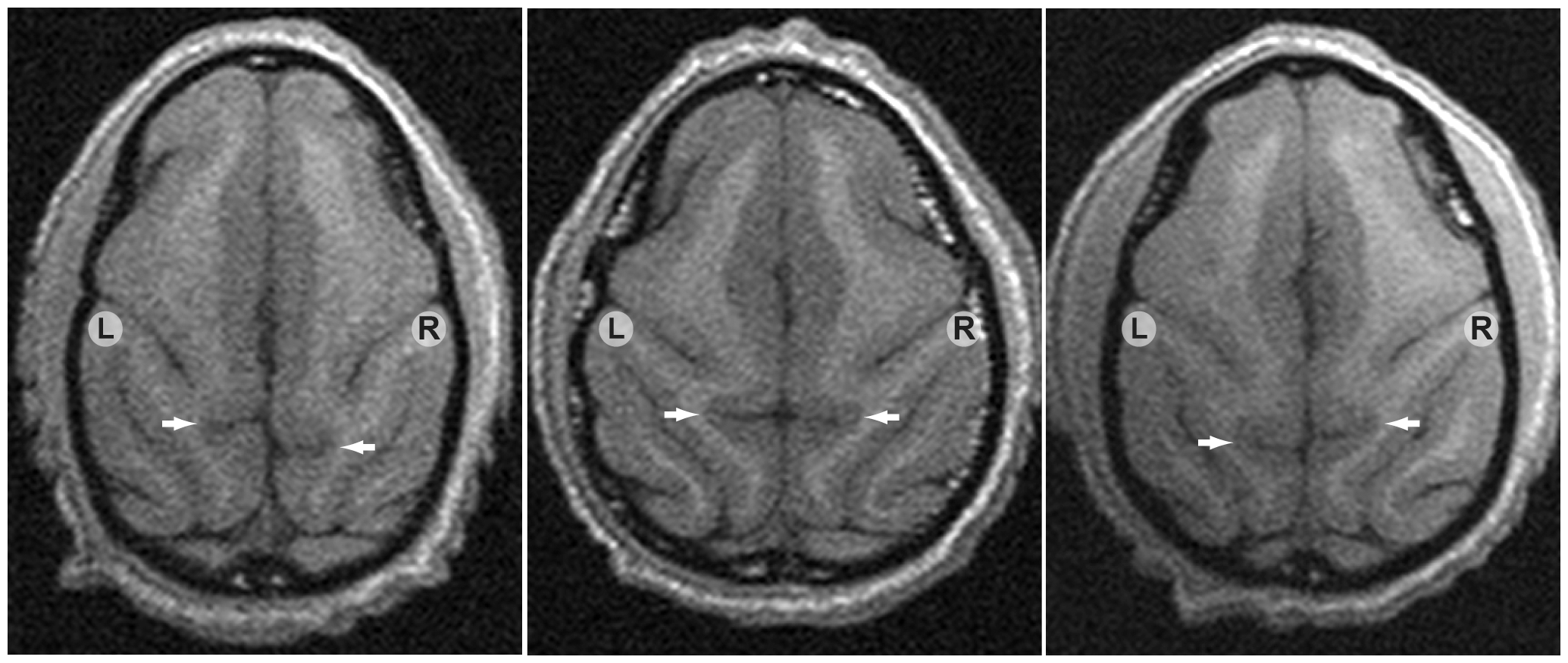
Sezione trasversale del cervello della scimmia Chlorocebus pygerythrus. Si nota la differenza della posizione relativa al ramo ascendente sinistro e destro del solco.